# Nomen illegitimum
Nomen illegitimum (que en llatí vol dir nom il·legítim) és un terme tècnic usat principalment en la botànica. Normalment es fa servir la forma abreujada nom. illeg. Malgrat que l'International Code of Nomenclature for algae, fungi, and plants fa servir termes llatins per altres tipus de nom (per exemple, nomen conservandum per a "nom conservat"), el glossari defineix la frase en anglès "illegitimate name" més que no pas el seu equivalent en llatí. Tanmateix, l'abreviatura llatina es fa servir àmpliament pels botànics.
Un nom superflu, (superfluous name) és un tipus de nom il·legítim. També el glossari defineix la frase en anglès, no l'equivalent llatí nomen superfluum, s'abreuja com nom. superfl. i és àmpliament usat pels botànics.
nom. superfl. té com a sinònim el de tipònim).

## Definició
Un nomen illegitimum és un nom vàlid publicat, però un nom que contravé alguns dels articles del International Botanical Congress. El nom pot ser il·legítim perquè:
- (article 52) era superflu en el moment de la seva publicació, és a dir el tàxon (representat pel tipus) ja tenia nom, o
- (articles 53 i 54) el nom ja havia estat aplicat per a una altra planta (un homònim).

Per al procediment de rebutjar altres noms legítims, vegeu nom conservat.

## Exemples
- "El nom genèric Cainito Adans. (1763) és il·legítim perquè era un nom superflu per a Chrysophyllum L. (1753), el qual Adanson cita com a sinònim."[2]
- "El nom Amblyanthera Müll. Arg. (1860) és un homònim tardà del vàlidament publicat Amblyanthera Blume (1849),malgrat que Amblyanthera Blume actualment es considera un sinònim d'Osbeckia L. (1753)."[2]
- "El nom Torreya Arn. (1838) és un nomen conservandum i utilitzable malgrat que existeix un homònim anterior, Torreya Raf. (1818)."[2]